# Marinens insatsstyrka
Marinens insatsstyrka är en del av den svenska marinen. Denna har ett antal insatsstyrkor, bland andra FNSU (Forward Naval Support Unit), IKS (Internationella Korvettstyrkan) och IM (Insatsstyrka Minröj). De olika namnen följs av årtalet för sammansättningen, till exempel IKS 07 och FNSU 06.
Marinens insatsstyrkors främsta uppgift är internationell tjänst, antingen under fredsbevarande eller fredsframtvingande förhållanden. Till förfogande för Marinens insatsstyrka har det avsatts följande resurser; 
- 2 x Minröjningsfartyg Landsortsklass,
- 1 x Minröjningsstödfartyg,
- 2 x Självgående minsvepsfarkoster typ SAM,
- 1 x Röjdykargrupp med underhållsenhet,
- 1 x Ubåt av Gotlandsklass samt
- 2 x Korvett Stockholms-, Göteborgs- alternativt Visbyklass med underhållsfartyg och ledningsresurs